# Sárgahúsú tinóru
A sárgahúsú tinóru (Butyriboletus appendiculatus) a tinórufélék családjába tartozó, Európában és Észak-Amerikában honos, lomberdőkben élő, ehető gombafaj. 

## Megjelenése
A sárga tinóru kalapja 8-15 cm széles, fiatalon félgömb alakú, később domborúan, idősen majdnem laposan kiterül. Színe világos vagy sötétbarna, sárgás, gesztenyebarna árnyalattal. Felülete száraz, eleinte finoman nemezes, idősen lecsupaszodik; száraz időben finoman megrepedezik.
Húsa kemény, színe krém-, vagy aranysárga, sérülésre enyhén kékül, a féregrágásokban vöröses. Szaga nem jellegzetes, íze savanykás. 
Csöves termőrétege a tönk előtt felkanyarodik. Pórusai szűkek. Színe fiatalon citrom- vagy aranysárga, később barnás olívzöldes. Sérülésre, nyomásra kékeszölden elszíneződik.
Tönkje 5-15 cm magas és 2-6 cm vastag. Alakja hengeres vagy kissé hasasodó, gyakran gyökerező. Színe citromsárga, aranysárga, a töve felé barnás. Felülete finoman hálózatos.
Spórapora olívbarna. Spórája ellipszis vagy orsó alakú, sima, inamiloid, mérete 9–15 × 3.5–5.5 μm.

### Hasonló fajok
Hasonlít hozzá az erősebben kékülő, kesernyés ízű, mérgező kesernyés tinóru és a tág pórusú, ehető rozsdabarna tinóru.

## Elterjedése és termőhelye
Európában és Észak-Amerikában honos. Magyarországon ritka. 
Lomberdőben, főleg meleg tölgyesekben él, a meszes talajt preferálja. Júniustól októberig terem. 

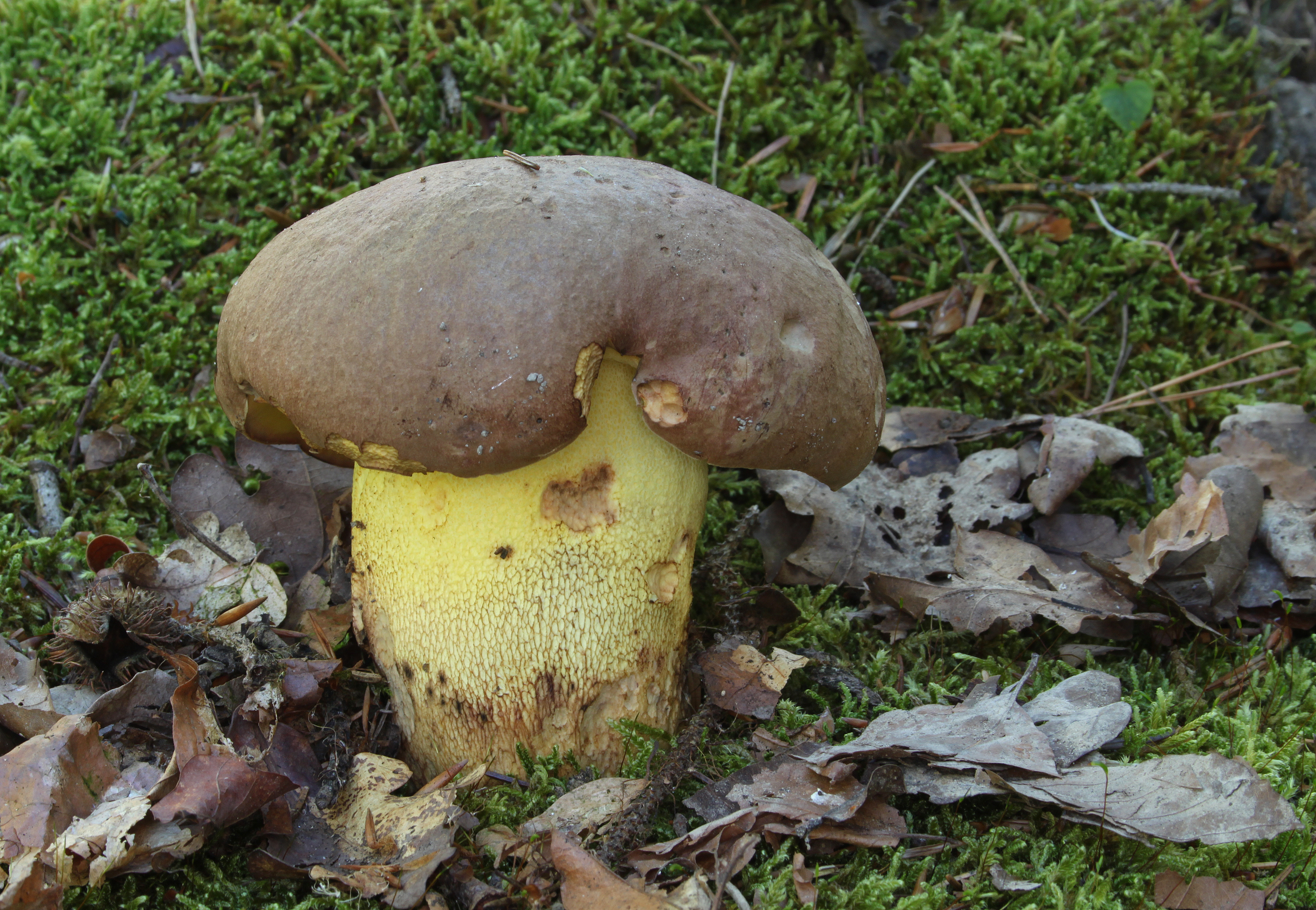
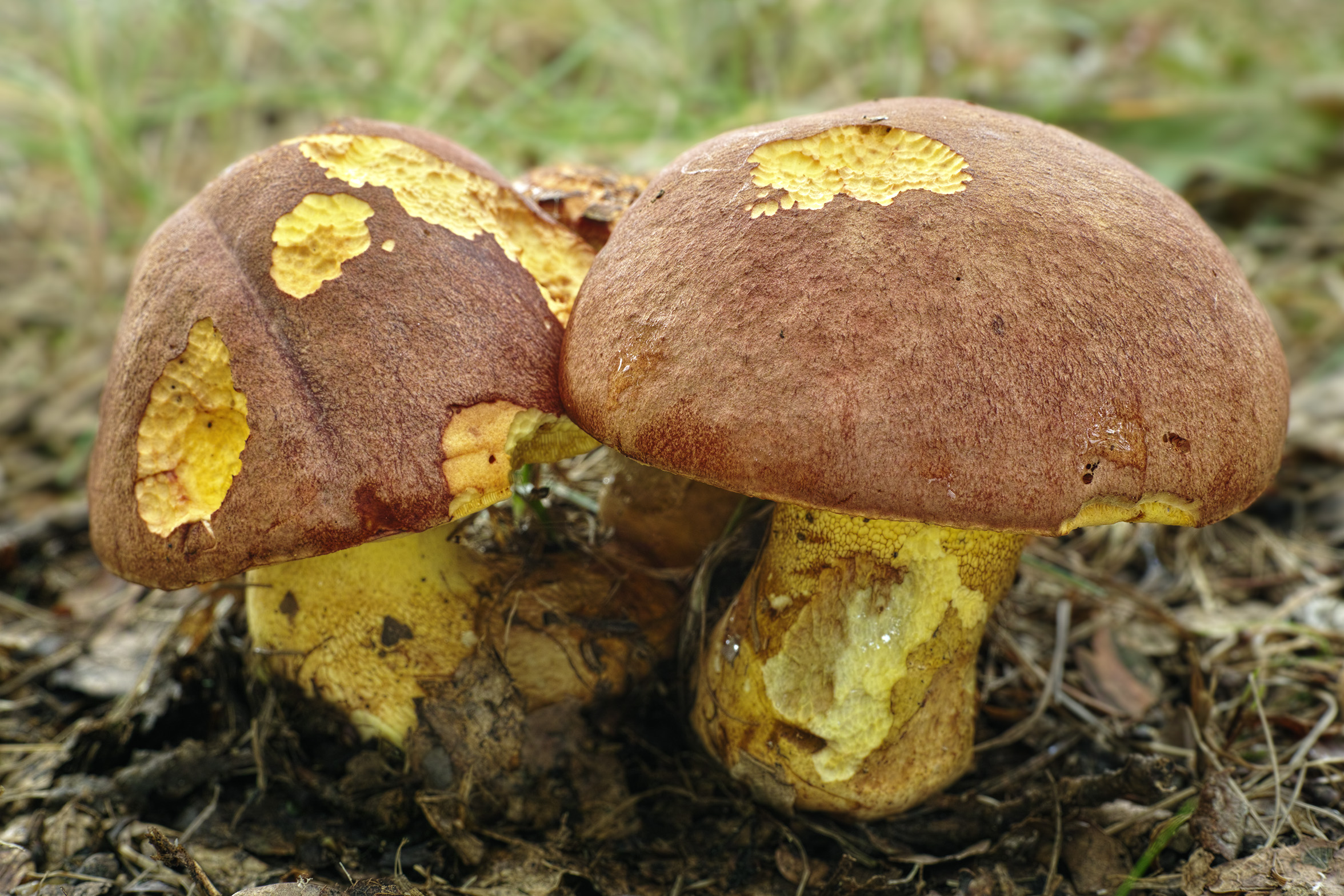
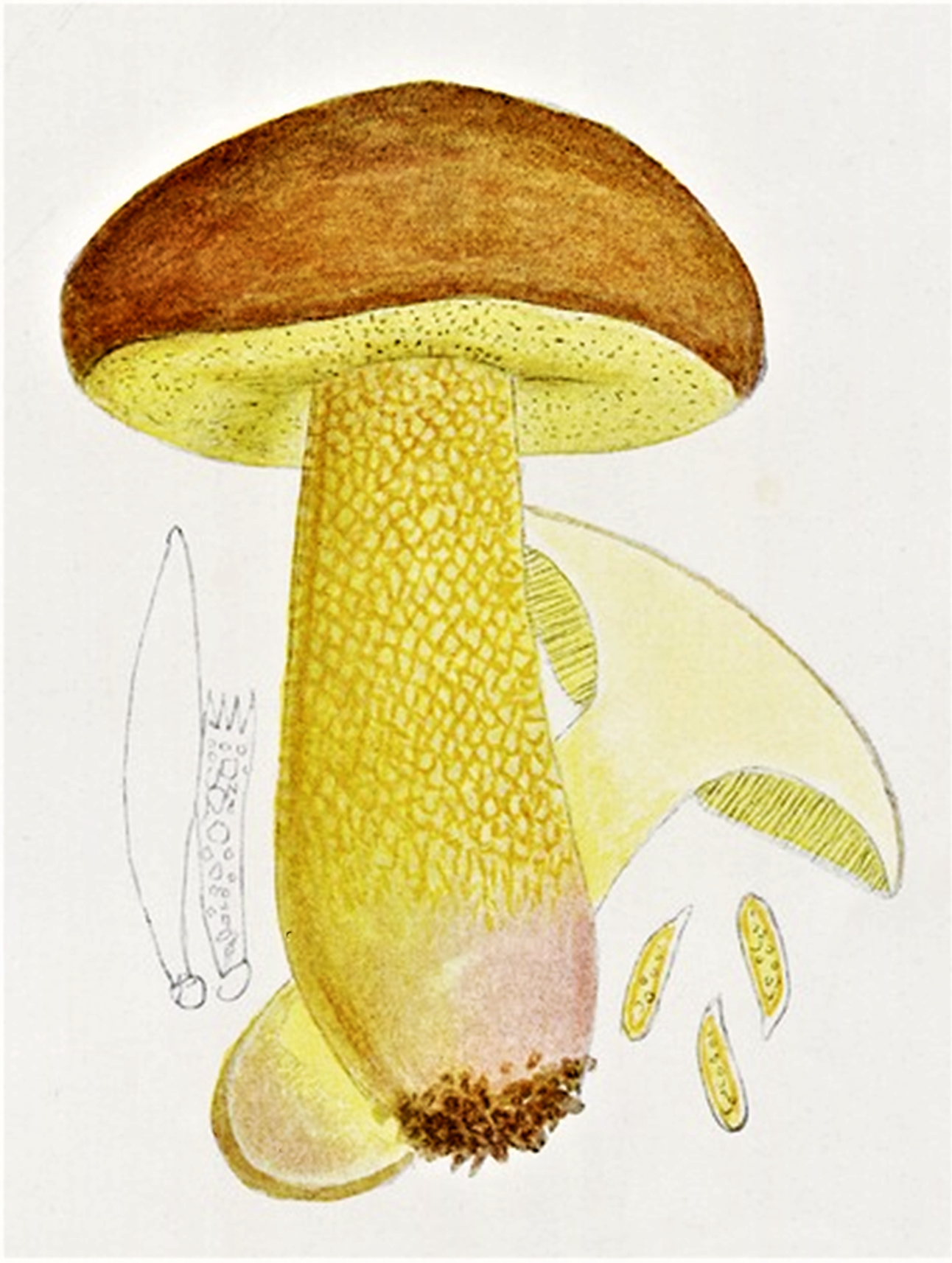

Ehető.    